# Mussaenda lancipetala
Mussaenda lancipetala là một loài thực vật có hoa trong họ Thiến thảo. Loài này được X.F.Deng & D.X.Zhang mô tả khoa học đầu tiên năm 2008.